# Warum?
Warum? ist ein Lied der deutschen Girlgroup Tic Tac Toe aus dem Jahr 1997.

## Entstehung und Veröffentlichung
Das Lied wurde alleine von Torsten Börger getextet, komponiert und produziert.
Die Erstveröffentlichung von Warum? erfolgte als Single am 24. Februar 1997 bei RCA Records. Diese erschien als 2-Track-CD-Single mit zwei Remixen (Katalognummer: 74321-497852) sowie als Maxi-Single in 12″- (Katalognummer: 74321 38669 1), CD- (Katalognummer: 74321 38669 2) und MC-Ausführung (Katalognummer: 74321-497852), die jeweils vier verschiedene Versionen des Liedes umfassen.

## Inhalt
Der Liedtext handelt vom persönlichen Absturz einer Drogensüchtigen. Die Band widmete den Titel ihrer besten Freundin Melanie, die drogenabhängig war und an einer Überdosis Heroin starb.

„Und warum? (Und warum? Und warum? Und warum?)

Nur für den Kick, für den Augenblick?

Und warum? (Und warum? Und warum? Und warum?)

Nur für ein Stück von dem falschen Glück?“

## Musikvideo
Das Musikvideo zu Warum? zählte bis Oktober 2024 über zwölf Millionen Aufrufe auf der Videoplattform YouTube.

## Kommerzieller Erfolg

### Chartplatzierungen
| ChartsChartplatzierungen | Höchstplatzierung | Wochen |
| ------------------------ | ----------------- | ------ |
| Deutschland (GfK)        | 1 (19 Wo.)        | 19     |
| Österreich (Ö3)          | 1 (16 Wo.)        | 16     |
| Schweiz (IFPI)           | 1 (19 Wo.)        | 19     |

| ChartsJahrescharts (1997) | Platzierung |
| ------------------------- | ----------- |
| Deutschland (GfK)         | 5           |
| Österreich (Ö3)           | 9           |
| Schweiz (IFPI)            | 17          |

### Auszeichnungen für Musikverkäufe
| Land/Region        | Auszeichnungen für Musikverkäufe (Land/Region, Auszeichnung, Verkäufe) | Verkäufe |
| ------------------ | ---------------------------------------------------------------------- | -------- |
| Deutschland (BVMI) | Platin                                                                 | 500.000  |
| Österreich (IFPI)  | Gold                                                                   | 25.000   |
| Schweiz (IFPI)     | Gold                                                                   | 25.000   |
| Insgesamt          | 2× Gold · 1× Platin ·                                                  | 550.000  |